# Carlos Lyon Santa María
Carlos Lyon Santa María(Valparaíso, 1846-Valparaíso, 2 de enero de 1907), fue un abogado y político conservador chileno.

## Vida
Hijo de Jorge Lyon Thomas y de Carmen Santa María Artigas. Realizó sus estudios en Inglaterra.
Contrajo matrimonio con Elena Amenábar Cordovez, en Coquimbo, el 14 de abril de 1872, y tuvieron cinco hijos. 
Fue minero desde joven, desempeñándose en la mina de Tamaya. Llegó a ser presidente de la Nueva Compañía Minera de las Vacas, en minas de oro.
Comerciante, copropietario de la casa comercial Lyon Hnos., con sus hermanos, que heredó de su padre. La empresa giraba en torno a importaciones y exportaciones. Fue corredor y agente de buques y consignaciones marítimas. Socio fundador del diario "La Unión" de Valparaíso.
Miembro del Partido Conservador.
Diputado en La Serena, Coquimbo y Elqui (1891-1894). Durante este período formó parte de la comisión permanente de Policía Interior. 